# Cumayeri
Cumayeri là một huyện thuộc tỉnh Düzce, Thổ Nhĩ Kỳ. Huyện có diện tích 52 km² và dân số thời điểm năm 2007 là 12805 người, mật độ 246 người/km².